# Lamoso
Lamoso ist ein Ort und eine ehemalige Gemeinde (Freguesia) im portugiesischen Kreis Paços de Ferreira. Die Gemeinde hatte 1615 Einwohner (Stand 30. Juni 2011).
Am 29. September 2013 wurden die Gemeinden Lamoso, Codessos und Sanfins de Ferreira zur neuen Gemeinde Sanfins Lamoso Codessos zusammengeschlossen.